# 茶卡铁路

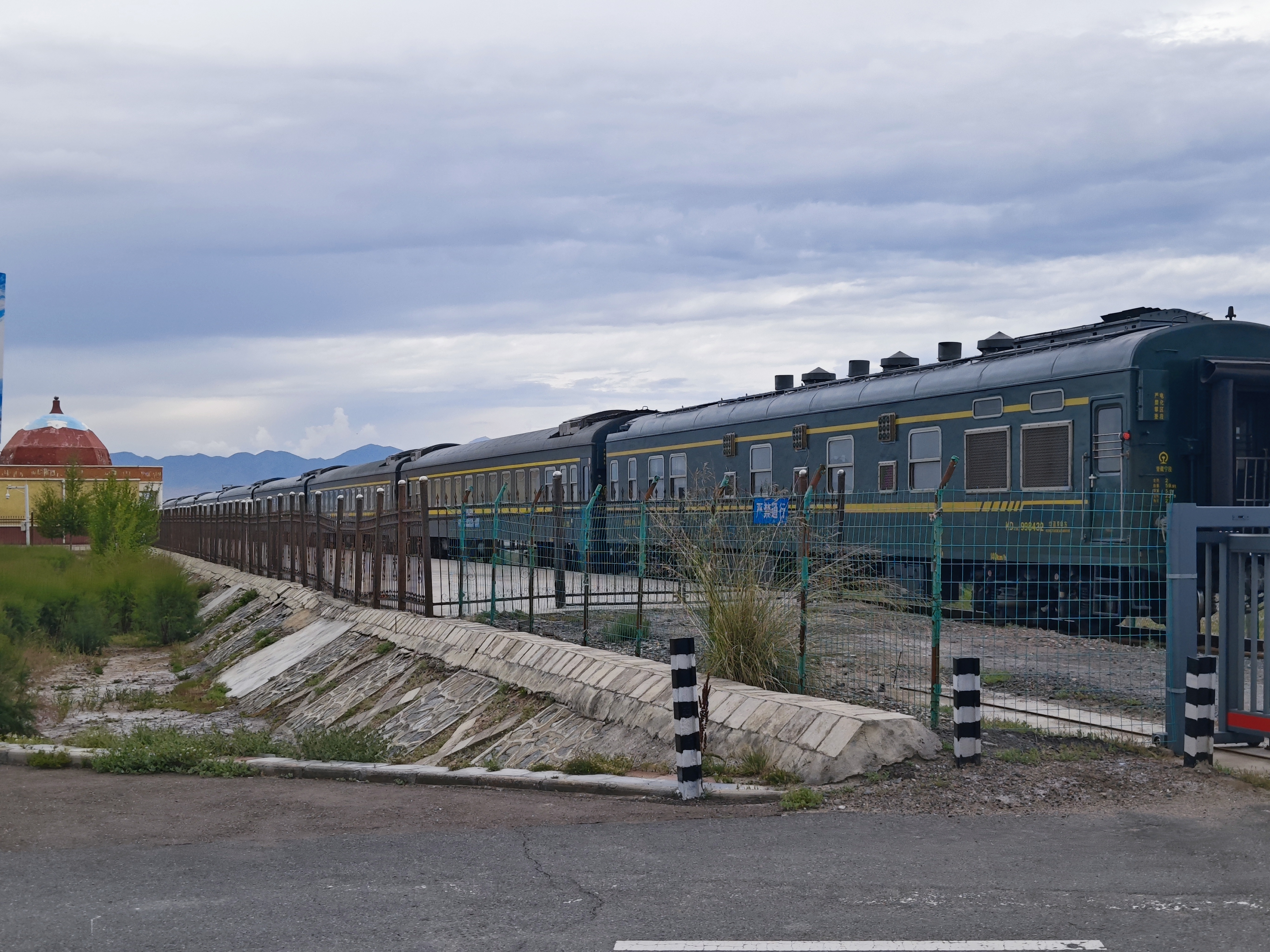
铁路终点茶卡站的客运站点

茶卡铁路起自青海省海北藏族自治州乌兰县境内，连接青藏铁路上的察汗诺站，向东南方向引出，至乌兰县茶卡镇境内茶卡盐湖边的茶卡盐场，即茶卡站止，全长41.3公里，是青藏铁路的一条支线铁路。茶卡铁路始建于1978年5月，1979年3月铺轨通车，为运盐支线铁路。